# Wojciech Gerson

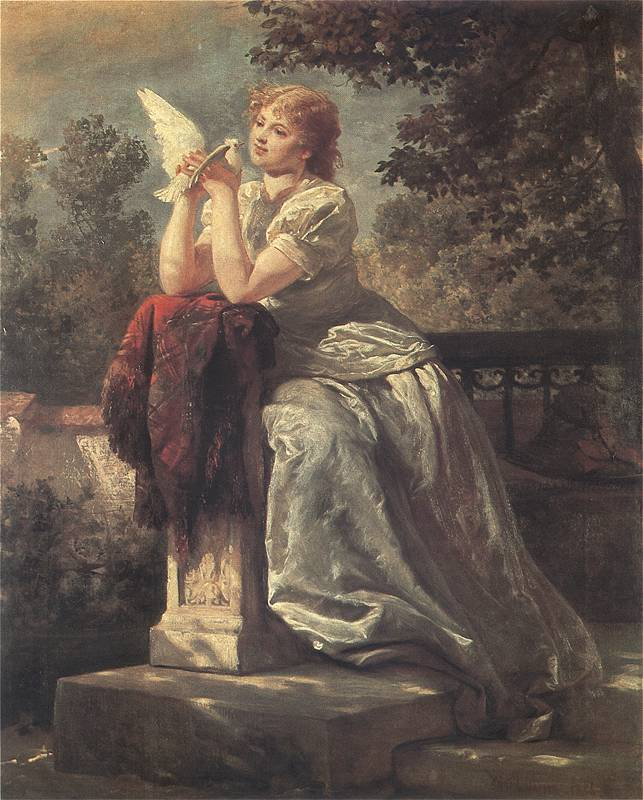
Flicka med duva av Wojciech Gerson.

Wojciech Gerson, född den 1 juli 1831 i Warszawa, död där den 25 februari 1901, var en polsk målare.
Han studerade i Sankt Petersburg och Paris (1856-58, under Cogniet) och var en av grundläggarna av konstnärsförbundet "Towarzystwo Zachety Sztuk Pieknych w Krölestwie Polskiem" (1861) i Warszawa. Gerson var huvudsakligen historiemålare, med ämnen från den jagellonska tiden. Hans stora oljemålning Coppernicus förklarande sitt solsystem för de påvlige i Rom år 1500 förskaffade honom professorstitel (1879). Förutom porträtt och landskap (särskild från Karpaterna) utförde Gerson illustrationer till polska tidskrifter, var lärare i akademien och författade även åtskilliga skrifter rörande målarkonstens teori och teknik. Hans dukar uppgår till ett antal av 458, av vilka den stora tavlan Tyska apostlar (framställande kristendomens utbredande med eld och svärd bland fredliga slaver) av konstnären skänktes till nationalgalleriet (Sukiennice) i Kraków.